# The Fiercest Heart
The Fiercest Heart  (Brasil: Vitória de Bravos  ) é um filme estadunidense de 1961, dos gêneros aventura e romance, dirigido por George Sherman, roteirizado por Edmund H. North, baseado no livro de Stuart Cloete  , música de Irving Gertz.

## Sinopse
África do Sul, 1830, três soldados, desertores do exército inglês, são acolhidos por uma caravana de Boers, onde, entre seus próprios conflitos, os defendem do ataque das tribos Zulu.

## Elenco
- Stuart Whitman ....... Steve Bates
- Juliet Prowse ....... Francina
- Ken Scott ....... Harry Carter
- Raymond Massey ....... Willem Prinsloo
- Geraldine Fitzgerald ....... Tante Maria
- Rafer Johnson ....... Nzobe
- Michael David ....... Barent Beyer
- Eduard Franz ....... Hugo Baumon
- Rachel Stephens ....... Sarah
- Dennis Holmes ....... Peter
- Edward Platt ....... Madrigo
- Alan Caillou ....... Major Adrian
- William Kerwin ....... Bart
- Hari Rhodes ....... Hendrik
- Oscar Beregi Jr. ....... Klaas